# Туръя (село)
Туръя — село в Княжпогостском районе республики Коми, административный центр сельского поселения Туръя.

## Этимология
Название поселения Туръя связано с местным старинным названием реки Вымь на коми языке — Туриаю со значением «журавлиная река». Не исключена и трактовка из прибалтийско-финского туръя — «север», «северный край», поскольку посад Туръя и околопосадские поселения находились севернее погоста Усть-Вымский городок.

## География
Находится на правом берегу реки Вымь на расстоянии примерно 27 км на север-северо-запад по прямой от центра района города Емва.

## История
В районе нынешнего села в XII—XIV веках существовало укрепленное русское поселение (возможно новгородское). В 1480 году упоминается, что князем Василием Вымским начал строиться новый городок, данный год считается годом основания села. До конца XV века это было пограничное поселение с таможней. В начале XVII века Туръя была посадом с двумя церквями и 92 дворами. В 1646 году здесь было отмечен 51 двор (в том числе 13 пустых). Причиной запустения посада послужил видимо голод конца 1630-х годов. В 1859 году в селе Туръя уже было 83 двора и 549 жителей. В 1867 году начала действовать каменная Воскресенская церковь (ныне в руинированном виде). В 1926 году в селе было 204 двора и 896 жителей, в 1970 619 жителей, в 1979 462, в 1989 — 289 человек. В селе в 1889 году родился известный социолог Питирим Сорокин.

## Население
В 2002 году постоянное население составляло 178 человек, из них 75 % составляли коми. В 2010 году численность населения уменьшилась до 120.
| 2002 | 2010 |
| ---- | ---- |
| 178  | ↘120 |